# Xoáy cực

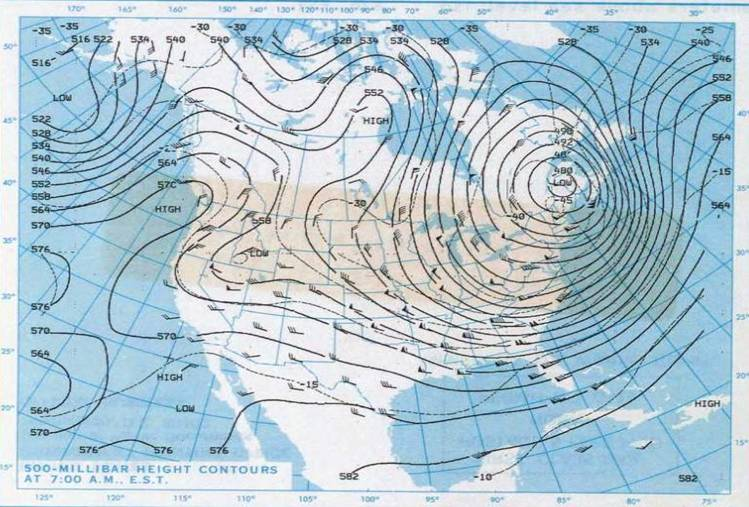
Vùng khí áp thấp phía trên Quebec và Maine là một phần của xoáy Bắc Cực suy yếu trong buổi sáng lạnh kỷ lục ngày 21 tháng 1 năm 1985

Một xoáy cực là một vùng áp suất thấp ở tầng trên cao nằm gần cực của Trái Đất. Có hai xoáy cực trong bầu khí quyển của Trái Đất, nằm trên Bắc, và Nam cực. Mỗi xoáy cực là vùng áp suất thấp liên tục, có quy mô lớn, quay trái chiều kim đồng hồ ở cực Bắc (gọi là xoáy thuận), và theo chiều kim đồng hồ ở Nam Cực. Nền tảng của hai xoáy cực nằm ở tầng đối lưu giữa và trên và mở rộng vào tầng bình lưu. Bên dưới có một khối lượng lớn của không khí lạnh cực, dày đặc. Các đợt xoáy giảm dần và tăng cường theo từng năm. Khi dòng xoáy của Bắc cực mạnh, nó được xác định rõ ràng, có một xoáy đơn và chứa đầy không khí Bắc Cực; khi yếu hơn, mà nó thường là như vậy, nó sẽ chia thành hai hoặc nhiều cơn xoáy; khi rất yếu, dòng không khí Bắc cực sẽ trở nên không tổ chức và khối lượng của không khí lạnh Bắc cực có thể đẩy về hướng xích đạo, mang lại cho nó một sự giảm nhiệt độ nhanh chóng và sắc nét. Giao diện giữa khối lượng không khí khô lạnh của cực và không khí ấm ẩm ở phía nam xác định vị trí của frông cực. Frông cực nằm ở trung tâm, khoảng 60 ° vĩ độ. Một đợt xoáy cực tăng cường vào mùa đông và suy yếu vào mùa hè do sự phụ thuộc vào sự khác biệt về nhiệt độ giữa đường xích đạo và cực. Các xoáy trải dài dưới 1.000 km (620 dặm) đường kính trong đó chúng xoay ngược chiều kim đồng hồ ở Bắc bán cầu, và theo chiều kim đồng hồ ở Nam bán cầu. Giống như các cơn lốc xoáy khác, luân chuyển của chúng được điều khiển bởi hiệu ứng Coriolis. cực được định tâm, khoảng 60 ° vĩ độ. Một đợt xoáy cực mạnh vào mùa đông và suy yếu vào mùa hè do sự phụ thuộc vào sự khác biệt về nhiệt độ giữa đường xích đạo và cực [1]. Các xoáy trải dài dưới 1.000 km (620 dặm) đường kính trong đó họ xoay ngược chiều kim đồng hồ ở Bắc bán cầu, và trong một thời trang chiều kim đồng hồ ở Nam bán cầu. Giống như các cơn lốc xoáy khác, xoay chuyển của chúng được điều khiển bởi hiệu ứng Coriolis.
Khi xoáy cực mạnh, có một xoáy đơn với dòng tia "bị hạn chế" gần frông cực. Khi vùng xoáy phía bắc suy yếu, nó phân chia thành hai hoặc nhiều xoáy, mạnh nhất là gần Đảo Baffin, Canada và một ở phía đông bắc Siberia. Vùng xoáy Nam Cực là một vùng áp suất thấp duy nhất được tìm thấy gần cạnh của Ross ice shelf gần 160 kinh tuyến phía tây. Khi xoáy cực mạnh, các Westerlies ở giữa vĩ tuyến (gió ở mức bề mặt từ 30 ° đến 60 ° vĩ độ từ phía tây) tăng sức mạnh và dai dẳng. Khi vùng xoáy cực trở nên yếu, các vùng áp suất cao ở vĩ độ trung bình có thể đẩy về hướng cực, di chuyển xoáy cực, dòng tia và frông cực về phía đường xích đạo. Dòng tia được nhìn thấy "uốn cong" và đi chệch hướng nam. Điều này nhanh chóng mang lại không khí lạnh khô tiếp xúc với không khí ấm áp, ẩm ướt của vĩ độ giữa, dẫn đến sự thay đổi nhanh chóng và ấn tượng của thời tiết được gọi là "cold snap".
Sự suy giảm ôzôn xảy ra trong các xoáy cực - đặc biệt là ở Nam bán cầu - sẽ có sự cạn kiệt tối đa vào mùa xuân.

## Lịch sử
Xoáy cực được mô tả lần đầu tiên vào năm 1853. Hiện tượng ấm lên đột ngột của tầng bình lưu (SSW) phát triển trong mùa đông ở Bắc bán cầu và được phát hiện năm 1952 với các quan sát radiosonde ở độ cao trên 20 km .
Hiện tượng này đã được đề cập thường xuyên qua tin tức và các phương tiện truyền thông về thời tiết trong mùa đông lạnh giá Bắc Mỹ của năm 2013-2014, phổ biến thuật ngữ như một lời giải thích về nhiệt độ rất lạnh.

## Nhận diện
Xoáy cực là các vùng áp suất thấp được nhúng trong khối lượng không khí cực, và tồn tại quanh năm. Xoáy cực tầng bình lưu phát triển ở vĩ độ cao hơn jet stream cận nhiệt đới . Theo chiều ngang, hầu hết các xoáy cực có bán kính ít hơn 1.000 kilômét (620 dặm). Vì các xoáy cực dương tồn tại từ tầng bình lưu xuống dưới giữa tầng đối lưu, các tầng về chiều cao/ áp suất khác nhau được sử dụng để đánh dấu vị trí của nó. Áp suất 50 mb thường được sử dụng để xác định vị trí tầng bình lưu của nó . Tại vùng biên giới giữa tầng đối lưu và bình lưu, mức độ đóng của đường viền nhiệt độ tiềm năng có thể được sử dụng để xác định sức mạnh của nó. Những người khác đã sử dụng các tầng xuống đến mức áp suất 500 hPa (khoảng 5.460 mét (17.910 ft) so với mực nước biển trong mùa đông) để xác định xoáy cực.

## Bên ngoài Trái Đất

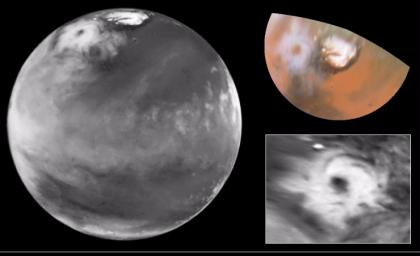
Đám mây cực khổng lồ trên sao Hỏa

Các thiên thể khác cũng được biết là có các xoáy cực, bao gồm sao Kim (xoáy đôi - có nghĩa là hai cực xoáy ở cực), sao Hỏa, sao Mộc, sao Thổ, và mặt trăng Titan của sao Thổ.